# Bouzy
Bouzy ist eine französische Gemeinde mit 833 Einwohnern (Stand 1. Januar 2022) im Département Marne in der Region Grand Est (vor 2016 Champagne-Ardenne). Sie gehört zum Arrondissement Épernay und zum Kanton Épernay-1. Die Einwohner werden Bouzillons genannt.

## Geographie
Bouzy liegt etwa zwölf Kilometer ostnordöstlich von Épernay und etwa 18 Kilometer südsüdöstlich von Reims. Umgeben wird Bouzy von den Nachbargemeinden Val de Livre im Norden, Ambonnay im Osten sowie Tours-sur-Marne im Süden.
Im Gemeindegebiet liegt ein Flugplatz in der Gemarkung Les Hachettes.

## Bevölkerungsentwicklung
| Jahr                       | 1962 | 1968 | 1975 | 1982 | 1990 | 1999 | 2006 | 2011 | 2018 |
| Einwohner                  | 905  | 927  | 1005 | 1009 | 967  | 997  | 960  | 936  | 894  |
| Quellen: Cassini und INSEE |      |      |      |      |      |      |      |      |      |

## Sehenswürdigkeiten
- Kirche Saint-Basle aus dem 16. Jahrhundert

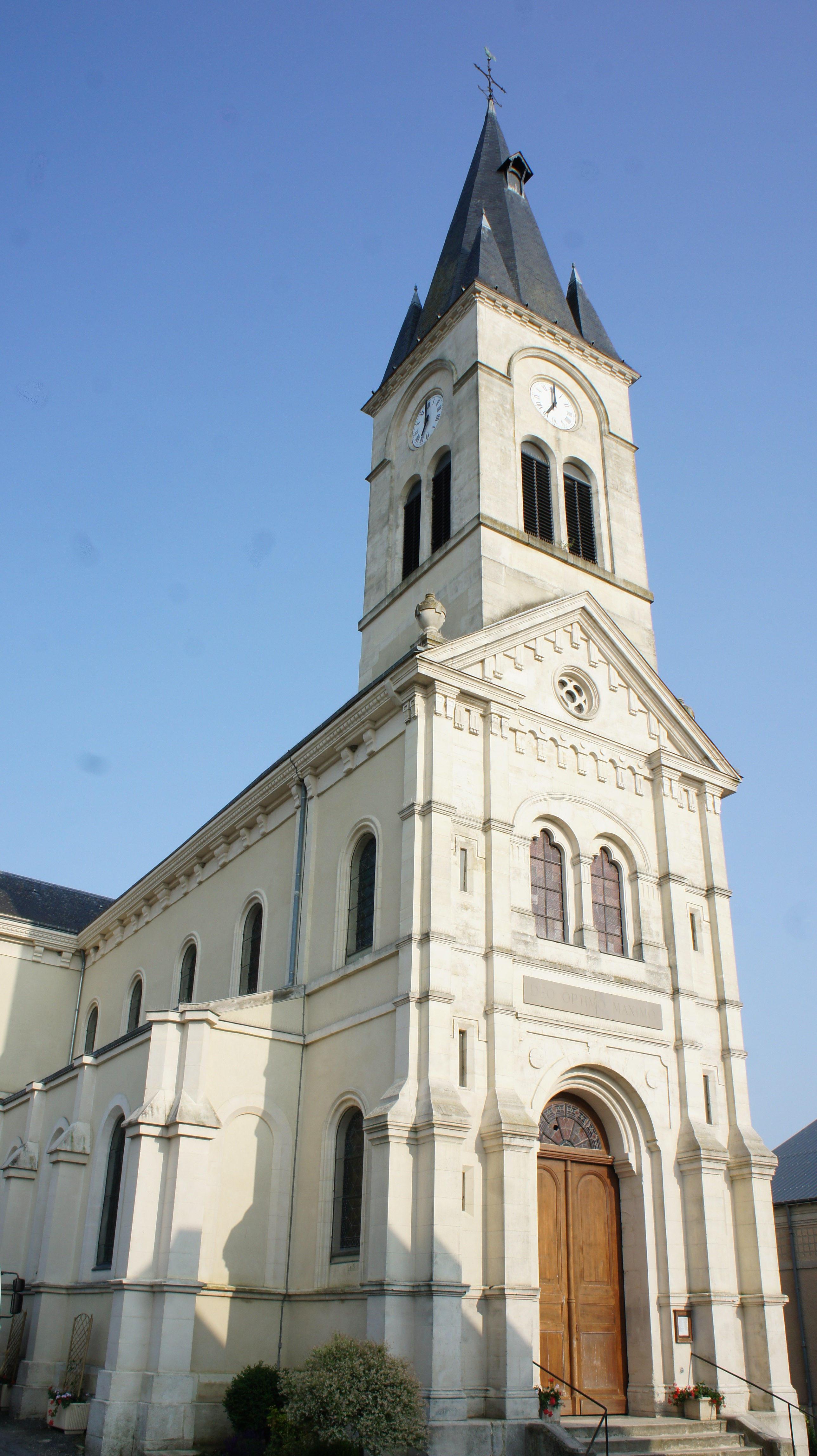
Kirche Saint-Basle

## Persönlichkeiten
- Yves Gibeau (1916–1994), Schriftsteller